# 李瑞華
李瑞華（英語：Swee-Huat Lee），轉入教職前歷任多家國際企業高階經理人，從2002年起於海峽兩岸多所頂尖大學擔任教職。
2008 年至 2022 年擔任臺灣國立政治大學商學院專任教授，目前已退休轉為兼任教授，並繼續擔任上海復旦大學EMBA 特聘教授。

## 生平
李瑞華 (1954- )，美國史丹佛大學商學院管理學碩士，出生及生長於新加坡，1989 年外派至北京和香港，1998年起居住於臺灣。現已退休但繼續任教於臺灣國立政治大學（2004至今）和上海復旦大學（2009至今）。亦曾任教於北京清華大學（2004-2022）、廈門大學（2009-2014）、和臺灣國立清華大學（2002-2013）EMBA 課程。他的教學領域聚焦於績效管理、組織發展、變革管理、國學與領導等。李瑞華也是哈佛商業評論臺灣版編輯委員（2007- ）及專欄作家。

## 經歷

### 早年
李瑞華曾任朗訊科技亞太區副總裁（1994-1997）、寶麗來大中華區總經理（1991-1994）、奇異（GE）公司醫療設備系統中國區總經理（1989-1991）和杜邦公司東南亞區業務經理（1981-1988）。

### 加入台積電
1998年，李瑞華加入台積電，擔任副總經理及人資長（1998-2003），帶領人資部改革轉型及建立人才管理制度。

### 轉任教職
自2002年，李瑞華開始在臺灣國立清華大學EMBA授課，並於2004年由專業經理人引退，專注於管理教育工作，在兩岸名校授課，至今已有來自六十多個國家超過一萬名學生受教。自 2007年，他開設以英語講授的「儒家思想與領導」，引導來自各國學生認識儒家思想，並探討其在現代領導與管理上的應用。自 2017 年，此課程進一步發展為中文授課的「國學與領導」，於政大及復旦大學 EMBA 講授儒釋道法的經典智慧如何用於現代領導和管理。
2016 年，他捐贈一千萬臺幣（33萬美元）創辦「政大仲尼傑出教學獎」，每年一百萬台幣（3.3萬美元）獎勵一位教學傑出的專任教授。
2024 年，李瑞華進一步捐資一億臺幣（330萬美元）成立「政大仲尼基金」，用於提升教學效益及強化教師「傳道授業解惑」的教學激情，為政大教學發展注入更強動能。